# Peter Sallis
Peter Sallis (Twickenham, Inglaterra, 1 de fevereiro de 1921 – NorthWood, Londres, 2 de junho de 2017) foi um ator, comediante e dublador inglês que deu a voz de Wallace nas curtas-metragens Wallace e Gromit. 
Peter Sallis nasceu em 1 de fevereiro de 1921 em Twickenham, Middlesex, o único filho de Harry Sallis (1887-1950), gerente de banco, e Dorothy Amea Frances (née Barnard, 1897-1986). Foi militar da Royal Air Force durante a Segunda Guerra Mundial. Depois, Sallis tornou-se um actor de palco conhecido nos teatros de Londres nas décadas de 1950 e 1960, contracenando com lendas do teatro como Laurence Olivier, John Gielgud, Ralph Richardson, Orson Welles, Judi Dench ou Patrick McGoohan. Também trabalhou no cinema, incluindo alguns filmes das Hammer Film Productions. 